# Nigella lancifolia
Nigella lancifolia är en ranunkelväxtart som beskrevs av Hub.-mor.. Nigella lancifolia ingår i släktet nigellor, och familjen ranunkelväxter. Inga underarter finns listade i Catalogue of Life.